# Marsujärvi
Marsujärvi är en sjö i kommunen Enontekis i landskapet Lappland i Finland. Sjön ligger 666,5 meter över havet. Arean är 1,06 kvadratkilometer och strandlinjen är 5,45 kilometer lång. Sjön  ingår i Torne älvs huvudavrinningsområde.   Den ligger omkring 300 kilometer nordväst om Rovaniemi och omkring 960 kilometer norr om Helsingfors. 